# Stobnica-Piła
Stobnica-Piła – wieś w Polsce położona w województwie łódzkim, w powiecie piotrkowskim, w gminie Ręczno.
W latach 1975–1998 miejscowość administracyjnie należała do województwa piotrkowskiego.
Zobacz też: Stobnica